# Giuseppe Paganini
Paganini József, vagy olaszul Giuseppe Paganini (Genova, 1804. – Kaponya, Szabadka közelében, 1849. március 5.) honvéd tüzérszázados, a kaponyai ütközet hőse.

## Élete
Itáliában nevelkedett, majd Magyarországra költözött és egy ideig tanárként dolgozott Pécsett. Szenvedélyesen hitt Itália egyesítésében, és amikor 1848. március 15-én kitört a magyar forradalom, azonnal a magyarok oldalára állt. Megszervezte a nemzetőrök tüzérségét, és a kaponyai ütközetnél, 1849. március 5-én, a harci cselekmények vezére volt. Az ütközet tétje Szabadka szabadsága, illetve elfoglalása volt a Habsburgok oldalán harcoló szerb csapatok részéről.

## Az ütközet
A szerb alakulatok Zomborból indultak Szabadka irányába, hogy a város bevétele után egyesüljenek a már Szeged alatt várakozó többi szerb csapattal. A bácskai magyar mezővárosokat a Tisza mentén a szerbek már sorban feldúlták. Miután a város értesült a nagy pusztításról és a tömérdek áldozatról a környező településeken, Szabadka lakossága hallani sem akart a város esetleges átadásáról, amire a szerbek felszólították őket. Szabadkának ekkor még túlnyomórészt szláv lakossága volt, de a helyi bunyevácok a magyar szabadságharc oldalára álltak. Paganini vezetésével a szabadkaiak az ütközetet végül cselvetéssel nyerték meg, menekülést színlelve, majd ellencsapásban körbezárták a szerb csapatokat. A szerbek hanyatt-homlok menekültek vissza Zomborig. Paganini tüzérszázados a csatatéren halt meg, testét Szabadkán helyezték örök nyugalomra a Zentai úti temetőben.

## Kultusza
Síremléket 1866. november 1-jén állították neki a szabadkai ügybarátok. Kultuszát a Magyar Cserkésszövetség Észak-bácskai Körzete élesztette újra. Először 1994-ben hozták rendbe Paganini sírját és helyeztek koszorút emlékére. Azóta március 5-én a város minden jelentősebb magyar vonatkozású szervezete részt vesz a koszorúzáson. 2007-ben a Magyar Köztársaság szabadkai Főkonzulátusa is megtisztelte a megemlékezést.